# Russudan de Geòrgia
Russudan de Geòrgia   (1194 - Tbilisi, 1245) fou reina de Geòrgia del 1223 fins al 1245. Era filla de la reina Tamara i germana del rei Jordi IV.

## Biografia
Des del començament va trobar una forta oposició de la noblesa que volia recuperar privilegis. La reina va haver d'accedir a moltes peticions.
Es va casar el 1224 amb Muhammad Mughis ed-Din Turkan Shah, fill d'Abdul Harij Muhammad Muh ed-din Tughrul Shah, emir d'Erzerum, que es va fer cristià.
El xa de Coràsmia Djalal al-Din Manguberti, que havia estat expulsat cap a Iran pels mongols, estava reunint un exèrcit i considerava que havia de dominar Geòrgia per fer front amb èxit als invasors. Les forces de Djalal al-Din van entrar a Geòrgia el 1225 i l'exèrcit del país no estava preparat i va ser derrotat en la batalla de Garní l'agost del 1225. Amenaçada Tblisi la reina va fugir cap a l'oest, deixant a Botso Djakeli i Memna Djakeli per fer front als invasors. Memna va ser mort a traïció i el 9 de març del 1226 els musulmans de Tblisi van entregar la ciutat a Djalal al-Din Manguberti. Botso es va retirar a la fortalesa d'Issani però també la va entregar. La ciutat va sofrir matances indiscriminades, pillatge i tota classe d'atrocitats. Uns cent mil habitants van morir.
Però després les fortaleses georgianes van aguantar els atacs de Djalal. El 1227 les forces georgianes van reconquerir Tblisi, i van demanar als seus aliats i vassalls que enviaren soldats;: ossets, dzordzuks, kiptxaks i d'altres. Però abans de reunir-se l'exèrcit Djalal al-Din obligà a la batalla prop de Bolnissi. Djalal subornà als kiptxaks que abandonaren el camp i la victòria caigué del costat dels musulmans. Durant cinc anys Djalal al-Din fou el verdader amo de Geòrgia que fou saquejada de cantó a cantó, mentrestant la reina es refugià a l'oest del país. Els mongols creuaren l'Amudarià el 1231 i avançaren cap a l'Azerbaidjan. Djalal al-Din sortí a combatre'ls però fou abandonat per tots i morí el 1231 i els georgians tornaren a dominar el país.
El 1232 o 1233 el soldà de Rum va envair el país i la reina va haver de signar un tractat pel qual la seva filla Tamara es casava amb l'hereu de Rum, Malik Kias al-Din (Kaykhusraw II)
El 1235 els mongols van ocupar Gandja, Chamkori i Gardabani. La reina, que acabava de tornar a Tblisi, tornà a marxar cap a l'oest. Llavors el mongols van ocupar Loré, Dmanissi, Samchvildé i Aní. Tblisi va ser abandonada i cremada i els mongols la van trobar destruïda quan hi van arribar. La majoria dels nobles, encapçalats per l'amirpassalar Avag Mkhargrdzéli, es van sotmetre al mongols. Aquestos van trobar resistència a Samtskhé on el senyor local Kvarkvaré Djakéli va resistir un temps, però el territori fou ocupat. La mateixa Geòrgia occidental restava amenaçada.
El 1243 el soldà de Rum, Kias al-Din, gendre de Russudan, s'enfrontà amb els mongols i fou derrotat. Després d'això la reina va demanar la pau als mongols. Es condicionà tot l'acord al reconeixement mongol de la unitat del país i de la institució reial. Els mongols van acceptar, el país seria tributari (50 mil perpres anyals) i hauria de posar el seu exèrcit al servei dels mongols; les guarnicions mongoles restarien a la part oriental del país. El fill de la reina, David, fou enviat a veure el gran kan i passaren uns dos anys sense tenir-ne notícies. La reina es va posar malalta i es va morir el 1245.